# Barbro Holmberg
Barbro Margareta Holmberg, född Holmström den 7 april 1952 i Stensele församling i Västerbottens län, är en svensk socialdemokratisk politiker och ämbetsman som var statsråd 2003–2006. 

## Biografi
Barbro Holmberg föddes i Stensele i södra Lappland och växte upp i Pärlström utanför Jörn. Hon är utbildad socionom och har bland annat varit informationssekreterare på Riksförbundet för hjälp åt läkemedelsmissbrukare. Hon har gett ut böcker på det sociala området, särskilt om missbruksproblematik, samt arbetat som redaktör på tidskrifterna Socialpolitik och Psykologtidningen. 
Barbro Holmberg var politiskt sakkunnig med inriktning på migrationsfrågor på Utrikesdepartementet 1999–2002 och blev statssekreterare hos dåvarande migrationsministern Jan O. Karlsson 2002. I juni 2003 utnämndes hon till generaldirektör på Migrationsverket men avgick redan i oktober samma år för att tillträda tjänsten som migrationsminister. Under hennes tid som migrationsminister uppmärksammades flera fall av apatiska flyktingbarn som av vissa misstänktes ha förgiftats eller manipulerats av sina föräldrar. Holmberg avgick från sin statsrådspost i samband med den socialdemokratiska valförlusten 2006. 
Barbro Holmberg var 2008–2015 landshövding i Gävleborgs län. 

## Familj
Barbro Holmberg var 1974–1976 gift med Mats Holmberg (född 1949). Tillsammans med Thomas Nordegren (född 1953) har hon en son född 1978 samt två tvillingdöttrar födda 1980. Den ena tvillingdottern Elin har tidigare varit gift med den amerikanske golfspelaren Tiger Woods.